# Zbigniew Wardzała

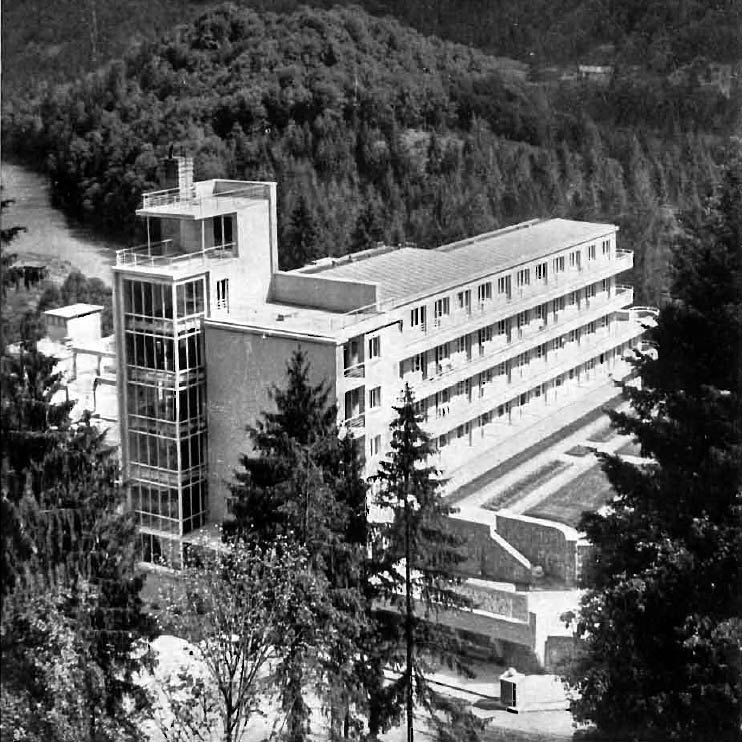
Sanatorium „Wiktor” w Żegiestowie

Zbigniew Wardzała (ur. 1903 w Krośnie, zm. 3 grudnia 1956 w Łodzi) – polski architekt.

## Życiorys
W 1931 ukończył studia wyższe na Wydziale Architektury Politechniki Lwowskiej, na którym podczas nauki prof. Jan Bagieński zaproponował mu stanowisko swojego asystenta. Od 1932 do 1939 był głównym architektem, a od 1944 do 1945 głównym inżynierem Lwowa. Od 1934 był członkiem lwowskiego oddziału SARP, w latach 1939-1941 kierował rozbudową szpitala rejonowego (wcześniej wojewódzkiego). Po wysiedleniu Polaków ze Lwowa zamieszkał w Łodzi, gdzie zmarł mając 53 lata.

## Dorobek architektoniczny
- Sanatorium „Wiktor” w Żegiestowie, wspólnie z Janem Bagieńskim (1936),
- Konkursowy projekt typowych budynków mieszkalnych, wspólnie z Tadeuszem Brzozą (1935),
- Kamienica przy ulicy Kotlarewskiego 32 (Na Bajkach) (1936-1938),
- Kamienica przy ulicy Jewhena Konowalca 62 (29 Listopada)(inne języki) (1936-1938),
- Dom mieszkalny z funduszu Urzędu Kontroli Notarialnej przy ulicy Panasa Saksahańskiego 6 (Tadeusza Romanowicza), wspólnie z Adamem Kyryłło (1938).